# Tatjana Petrowna Prowidochina
Tatjana Petrowna Prowidochina (russisch Татьяна Петровна Провидохина, engl. Transkription Tatyana Providokhina; * 26. März 1953) ist eine ehemalige russische Mittelstreckenläuferin, die für die Sowjetunion startend Olympiadritte wurde.
Am 20. August 1978 stellte sie in Podolsk einen nicht von der International Association of Athletics Federations (IAAF) bestätigten Weltrekord über 1000 Meter mit 2:30,6 min auf, der erst am 17. August 1990 von Christine Wachtel (GDR) durch einen von der IAAF bestätigten Rekord abgelöst, aber nicht gebrochen wurde. Dies schaffte erst Maria de Lurdes Mutola am 25. August 1995 in Brüssel mit einer Zeit von 2:29,34 min.
Bei den Olympischen Spielen 1980 in Moskau gewann sie im 800-Meter-Lauf die Bronzemedaille hinter Nadija Olisarenko und Olga Minejewa (beide URS).